# 人偏肺病毒
（hMPV），是副黏液病毒科下的一種單鏈核糖核酸病毒，2001年在荷蘭被首度發現，為急性呼吸道感染，病徵包括發燒、咳嗽、氣促及呼吸困難等，主要感染對象為兒童、老人和抵抗力弱的成年人。目前暂无针对性抗病毒药物或疫苗，临床上以对症治疗为主。

## 疫情
人類偏肺病毒首發現於2001年荷蘭，後英國、芬蘭、澳大利亞、加拿大、肯尼亞、挪威等地都曾出現人類偏肺病毒。
2024年，中國疾病預防控制中心指出，中國大陸地區人類偏肺病毒感染人數在入冬以後明顯增加。